# Hannah Britland
Hannah Britland (* 2. Februar 1990 in Preston, Lancashire, England) ist eine britische Filmschauspielerin.

## Karriere
Hannah Britland war 2011 in einer Folge der Serie Misfits erstmals im Fernsehen zu sehen. Im Jahr 2013 spielte sie in der Serie Skins – Hautnah „Charlie“, die Freundin eines Drogendealers, die am Ende eine kurze Beziehung mit James Cook (Jack O’Connell) hat. Sie war ebenfalls in der dritten Staffel von Fresh Meat zu sehen, wo sie „Sam“ spielt, eine junge Frau, die sowohl von JP (Jack Whitehall) als auch von Howard McGregor (Greg McHugh) begehrt wird. Im selben Jahr bekam sie eine kleine Rolle als BOAC-Stewardess im Film Rush – Alles für den Sieg.
Im Jahr 2014 trat sie in der australischen Seifenoper Home and Away auf sowie in der Sitcom Lovesick.

## Filmografie (Auswahl)
- 2011: Misfits (Fernsehserie, eine Folge)
- 2012: Vera – Ein ganz spezieller Fall (Vera, Filmreihe, eine Folge)
- 2012: 4Funnies (Fernsehserie, eine Folge)
- 2012: Uncle (Fernsehserie, eine Folge)
- 2013: Rush – Alles für den Sieg (Rush)
- 2013: Skins – Hautnah (Skins, Fernsehserie, 2 Folgen)
- 2013: The Best Offer – Das höchste Gebot (La migliore offerta)
- 2013: Big Bad World (Fernsehserie, eine Folge)
- 2013: Fresh Meat (Fernsehserie, 7 Folgen)
- 2014: Home and Away (Fernsehserie, 5 Folgen)
- 2014–2018: Lovesick (Fernsehserie, 15 Folgen)
- 2014: Our World War (Miniserie, eine Folge)
- 2015: Death in Paradise (Fernsehserie, eine Folge)
- 2015: A Gert Lush Christmas
- 2016: Between Two Worlds
- 2017: Hard Way: The Action Musical (Kurzfilm)
- 2018: Innocent (Miniserie, 4 Folgen)